# Salsk
Salsk (ros. Сальск) – miasto w Rosji, centrum administracyjne rejonu salskiego (obwód rostowski), na Stepie Salskim.
Miasto leży nad rzeką Jegorłyk w dorzeczu Donu, w odległości 180 km od Rostowa nad Donem.
W mieście rozwinął się przemysł maszynowy, metalowy oraz spożywczy.

## Demografia
- 2007 – 110 300
- 2014 – 59 696
- 2021 – 56 247[3]